# Калитинская (Вологодская область)
Калитинская — деревня в Верховажском районе Вологодской области.
Входит в состав Морозовского сельского поселения, с точки зрения административно-территориального деления — в Морозовский сельсовет.
Расстояние по автодороге до районного центра Верховажья — 33,4 км, до центра муниципального образования Морозово — 9,1 км. Ближайшие населённые пункты — Артемьевская, Силинская-2, Харитоновская, Бушницкая, Островская.
По данным переписи в 2002 году постоянного населения не было.